# Western Digital
Western Digital Corporation (často zkrácené na WD) je výrobce počítačových pevných disků a má dlouhou historii v elektronickém průmyslu jako tvůrce integrovaných obvodů a paměťových produktů. Společnost Western Digital byla založena 23. dubna, 1970 jako General Digital, který byl původně výrobce polovodičových zařízení. Rychle se stal speciálním dodavatelem polovodičových součástek a to mu umožnilo spuštění dalšího kapitálu spolu s několika menšími investory a průmyslového gigantu Emerson Electric. V červenci 1971, přijali jejich současný název a sídlo bylo přesunuto na Newport Beach, Kalifornie, brzy poté, co představili svůj první produkt WD1402A. Western Digital je v současné době druhou největší společností v oblasti pevných disků, hned po Seagate.